# Арагуайська герілья

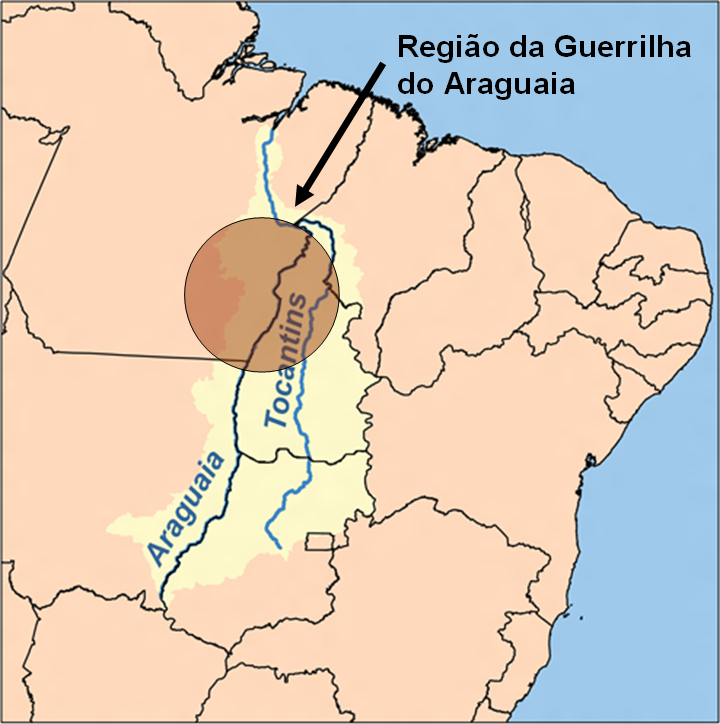

Арагуайська герілья (порт. Guerrilha do Araguaia) — спроба організації сільської герільї загонами Комуністичної партії Бразилії в басейні річки Арагуая. Боротьба проти диктаторського режиму країни тривала період із 1967 по 1974.
Рух був глибоко законспірований, але, після випадкового розкриття, на його знищення були кинуті війська, які шляхом терору (знищено понад 8 000 індіанців Амазонії) і підкупу (за видачу герільєросу селянину обіцяли суму, достатню для придбання особняка) руху. 60 учасників герильї, вбитих військовим режимом, досі вважаються «зниклими безвісти». Вижив і втік лише один герільєро. Втрати урядових військ становили 16 осіб.
Операцію було повністю засекречено — жодних відомостей у ЗМІ не просочувалося до початку 1980-х. А широко про ці події стало відомо лише з 2007.